# Article 14 de la Constitution de la Cinquième République française
Article 13 Article 15
L'article 14 de la Constitution de la cinquième République française traite des responsabilités du Président de la République en tant que chef de la diplomatie.

## Texte
« Le Président de la République accrédite les ambassadeurs et les envoyés extraordinaires auprès des puissances étrangères ; les ambassadeurs et les envoyés extraordinaires étrangers sont accrédités auprès de lui »
— Article 14 de la Constitution du 4 octobre 1958